# سریجیت موکرجی
سریجیت موکرجی (انگلیسی: Srijit Mukherji؛ زادهٔ ۲۳ سپتامبر ۱۹۷۶) کارگردان فیلم، فیلم‌نامه‌نویس و هنرپیشه اهل هند است.
وی کارگردان فیلم‌هایی همچون هملاک سوسایتی، لال و بیگم جان بوده‌است.